# Wodnicha późna

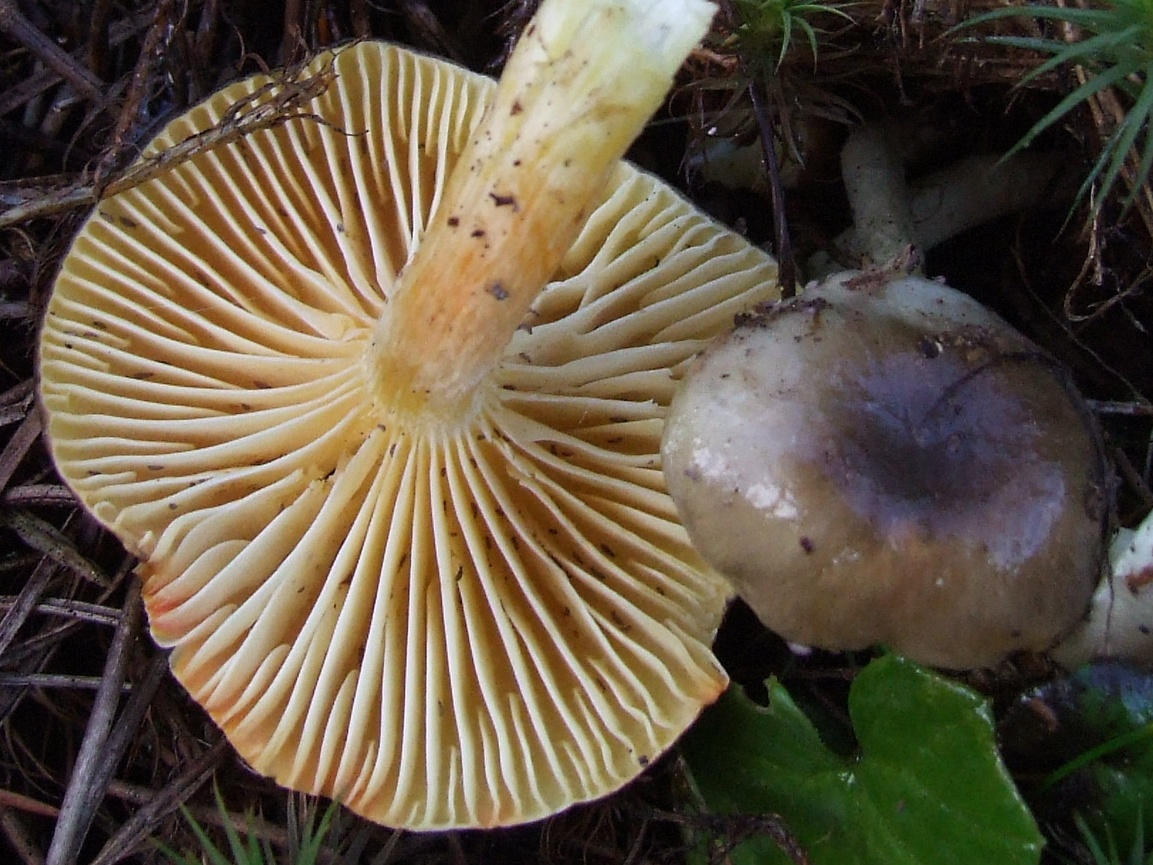
Owocniki Hygrophorus hypothejus

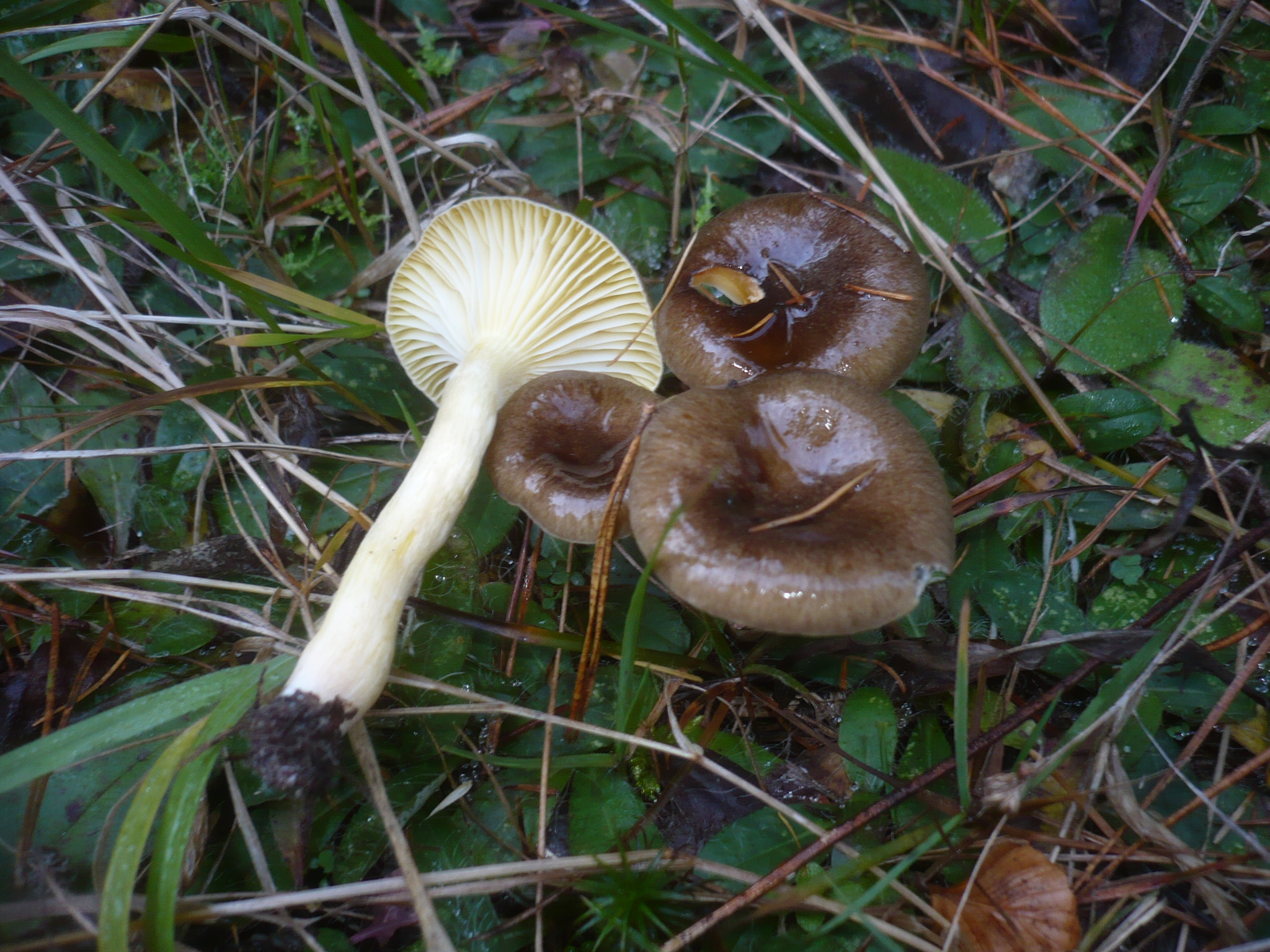

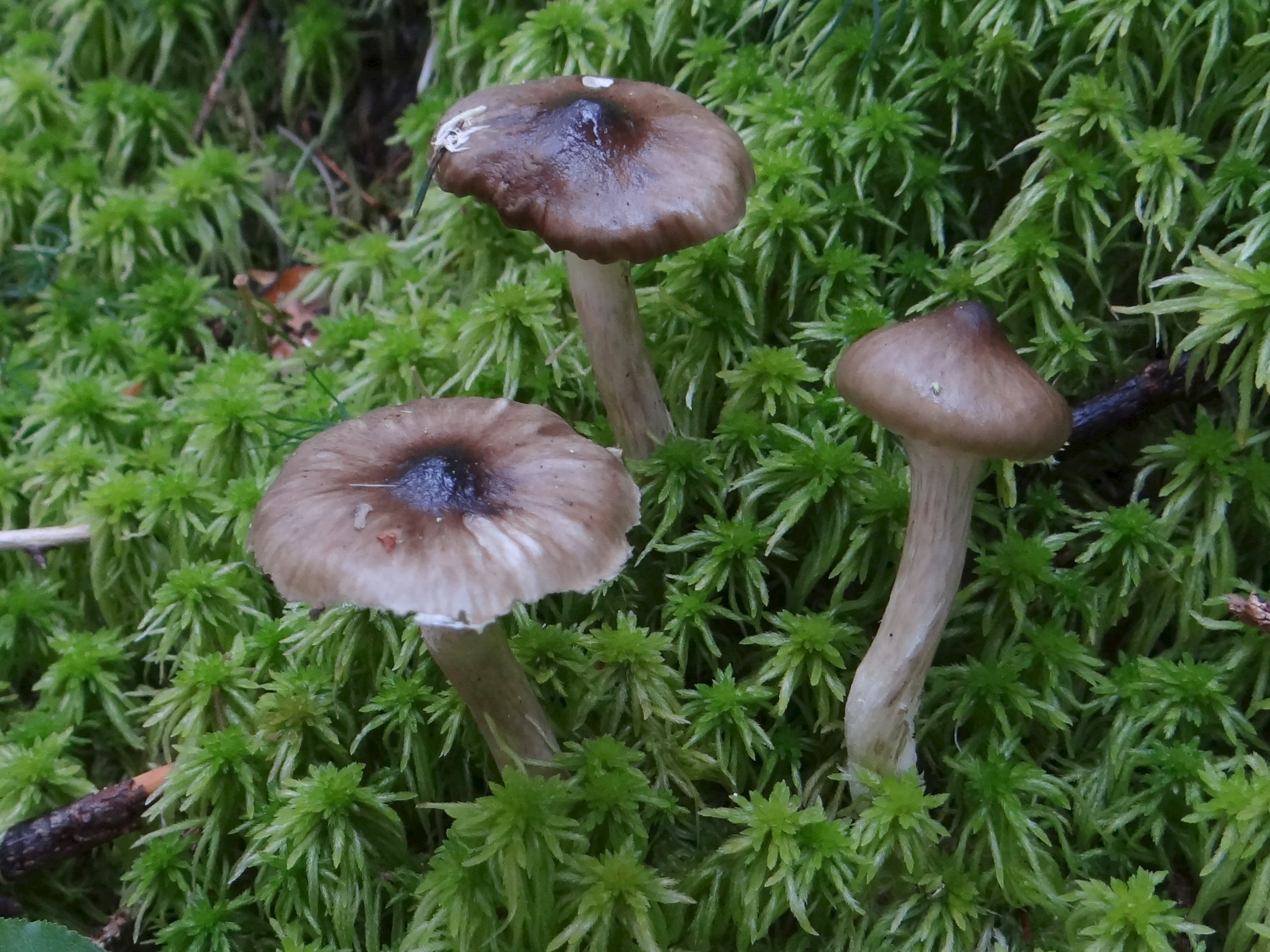

Wodnicha późna (Hygrophorus hypothejus (Fr.) Fr.) – gatunek grzybów owocnikowych należący do rodziny wodnichowatych (Hygrophoraceae).

## Systematyka i nazewnictwo
Pozycja w klasyfikacji według Index Fungorum: Hygrophorus, Hygrophoraceae, Agaricales, Agaricomycetidae, Agaricomycetes, Agaricomycotina, Basidiomycota, Fungi.
Po raz pierwszy takson ten zdiagnozował w 1818 r. Elias Fries nadając mu nazwę Agaricus hypotheius. Obecną, uznaną przez Index Fungorum nazwę nadał mu w 1838 r. ten sam autor, przenosząc go do rodzaju Hygrophorus.
Niektóre synonimy naukowe:

- Agaricus hypothejus Fr.
- Hygrophorus aureus Arrh.
- Hygrophorus hypothejus var. aureus (Arrh.) Imler
- Hygrophorus hypothejus var. expallens Boud.
- Hygrophorus hypothejus var. mendax Kalchbr.
- Limacium aureum (Arrh.) Ricken
- Limacium hypothejum (Fr.) P. Kumm.
- Limacium hypothejus (Fr.) P. Kumm.

Nazwę polską podał Władysław Wojewoda w 1992 r. W polskim piśmiennictwie mykologicznym gatunek ten opisywany był też jako wodnicha jasnożółta, oślaz jasnożółty, wodnicha złota.

## Morfologia
Kapelusz
Średnicy 1–6 (do 10) cm, barwy oliwkowobrązowej, oliwkowobrunatnej, w centrum nieco ciemniejszy, u dojrzałych owocników miejscami odbarwiający się żółtawo, pokryty śluzowatą skórką. Pokrój kapelusza jest u młodych owocników półkulisty lub dzwonkowaty, potem wypukły lub rozpostarty, przeważnie z garbkiem na środku. U starszych osobników śluz na skórce ulega zaschnięciu, lub zostaje zmyty przez deszcze. Czasami (rzadko) można spotkać odmianę o pomarańczowożółtym kapeluszu.
Hymenofor
Blaszkowaty, blaszki początkowo barwy kremowej, potem żółte, szerokie i rzadko rozstawione, miękkie i nieco zbiegające na trzon.
Trzon
Cylindryczny, u podstawy czasami zwężony, długości 5–7 cm, średnicy 0,3–0,7 cm, barwy żółtawej, u młodych owocników pokryty grubą warstwą śluzu poniżej strefy pierścieniowej. Pękający śluz może tworzyć paskowaty wzór
Miąższ
Barwy żółtawej, miękki, w trzonie raczej łykowaty, bez lub o nieznacznym owocowym zapachu.
Zarodniki
Eliptyczne o rozmiarach 7–9 × 4–5,5 μm, gładkie, hialinowe. Wysyp zarodników jest biały, nieamyloidalny.

## Występowanie i siedlisko
Występowanie wodnichy jasnożółtej potwierdzono w Austrii, Czechach, Danii, Finlandii, Francji, Hiszpanii, Japonii, Korei Południowej, Korei Północnej, Niemczech, Norwegii, Polsce, Słowenii, Stanach Zjednoczonych, Szwecji i Wielkiej Brytanii. W Polsce gatunek rzadki. Znajduje się na Czerwonej liście roślin i grzybów Polski. Ma status I – gatunek o nieokreślonym zagrożeniu.
W Europie pojawia się dopiero po pierwszych przymrozkach (późną jesienią i wczesną zimą). Czasami jej owocniki można znaleźć nawet pod śniegiem. Występuje zarówno na nizinach, jak i w górach. Rośnie w lasach iglastych i mieszanych, głównie pod sosnami i często grupowo.

## Znaczenie
Grzyb mikoryzowy. Gatunek ten jest wykorzystywany do mikoryzacji sadzonek sosny zwyczajnej (Pinus silvestris). Zastosowanie szczepionek zawierających grzybnię tego gatunku zwiększa przyrost roczny o 42%, a wytwarzanie pąków szczytowych o 59%. Wodnicha jasnożółta była też badana pod kątem przydatności jako gatunku wskaźnikowego ołowiu i kadmu. Średnia zawartość ołowiu w kapeluszach owocników zebranych w południowej Polsce wynosi 11,64 μg/g (przy zmienności od 3,67 do 63,10 μg/g), a w trzonach 10,74 μg/g (od 2,76 do 25,01 μg/g), natomiast kadmu odpowiednio 1,77 μg/g (od 0,55 do 31,69 μg/g) i 1,28 μg/g (od 0,07 do 67,78 μg/g).
Grzyb jadalny, w Polsce jednak zazwyczaj nie jest zbierany. Tymczasem jego charakterystyczny okres owocowania czyni ten gatunek wydajnym źródłem świeżych grzybów w okresie ich ograniczonej dostępności, szczególnie w tych regionach, gdzie wodnicha ta występuje licznie.

## Gatunki podobne
Czas owocowania wodnichy późnej ogranicza możliwość pomylenia jej owocników z innymi gatunkami. Jako podobne podaje się gatunki:
- wodnicha oliwkowobiała (Hygrophorus olivaceoalbus), która ma oliwkowy odcień kapelusza, a trzon jest zygzakowato paseczkowany[13].
- wodnicha modrzewiowa (Hygrophorus lucorum). Jest cytrynowożółta, mniej śluzowata i rośnie tylko pod modrzewiami[14]
- lejkówka zimowa (Clitocybe brumalis).